# Mashi, Guangdong
Mashi är en köping i sydöstra Kina. Den ligger i Shixing härad i staden Shaoguan i provinsen Guangdong, omkring 230 kilometer nordost om provinshuvudstaden Guangzhou. Antalet invånare är 27 490. Befolkningen består av 14 023 kvinnor och 13 467 män. Barn under 15 år utgör 20,0 %, vuxna 15-64 år 68 %, och äldre över 65 år 11,0 %.